# Cerithidium
Cerithidium is een geslacht van slakken uit de familie van de Cerithiidae. De wetenschappelijke naam van het geslacht is voor het eerst geldig gepubliceerd in 1884 door Monterosato.

## Soorten
De volgende soorten zijn bij het geslacht ingedeeld:
- Cerithidium actinium Rehder, 1980
- Cerithidium australiense Thiele, 1930
- Cerithidium cerithinum (Philippi, 1849)
- Cerithidium diplax (Watson, 1886)
- Cerithidium fragrans Barnard, 1963
- Cerithidium fuscum (A. Adams, 1860)
- Cerithidium liratum Thiele, 1930
- Cerithidium perparvulum (Watson, 1886)